# Fekete Dália (film)
Fekete Dália (eredeti angol címe The Black Dahlia) 2006-ban bemutatott amerikai–német neo-noir stílusú bűnügyi filmdráma, Brian De Palma rendezésében, Josh Hartnett, Aaron Eckhart, Scarlett Johansson, Hilary Swank és Mia Kirshner főszereplésével. A forgatókönyv részben James Ellroy amerikai író 1987-ben megjelent The Black Dahlia című bűnügyi regénye alapján készült, mely egy 1947-ben Los Angelesben történt, máig megoldatlan bűncselekmény hátterét és rendőri nyomozását dolgozza fel, fiktív elemekkel bővítve. A valódi Elisabeth Short 1947-es brutális meggyilkolása a korabeli amerikai sajtóban igen nagy visszhangot vert, az áldozatra az újságírók ráragasztották a „Fekete Dália” becenevet.

## Cselekemény
A Los Angeles-i Rendőrfőkapitányság (LAPD) két nyomozója, Dwight „Bucky„ Bleichert és Leland „Lee” Blanchard, mindketten amatőr ökölvívók, egymás társai lesznek, miután részt vesznek egy, a rendőrség javára rendezett marketing-mérközésen. Lee bemutatja Buckyt barátnőjének, Kay Lake-nek, a három ember barátságot köt. Kay elmondja Buckynak, hogy Lee-vel nincs szexuális kapcsolata, megpróbálja elcsábítani Buckyt, de a fiú visszautasítja. Bucky meglátja, hogy Kay testére „BD” monogramot sütöttek, a lány korábban Bobby DeWitt bankrablóval járt, aki abuzálta és kizsákmányolta őt. DeWittet Lee nyomozó kapta el és juttatta börtönbe egy nagy bankrablást követően. Rövidesen, 1947. január 15-én egy Hollywood melletti mezőn meggyilkolva találják Elizabeth Short kezdő színésznőt, akinek arcát összevagdalták, testét szétvágták, megcsonkították. Az ügyet a Bucky és Lee párosra bízzák.
A nyomozók leszállnak a Los Angeles-i alvilág mélységeibe, amit áthat a hazugság, gyilkosság, zsarolás, korrupció, prostitúció. Bucky megállapítja, hogy Elizabeth-nek leszbikus kapcsolatai voltak, és szerepelt egy pornográf filmben is. Egy női éjszakai klubban a nyomozó megismerkedik egy Madeleine Linscott nevű nővel, aki feltűnően hasonlít a meggyilkolt lányra. A gazdag családból való Madeleine elmondja Buckynak, hogy leszbikus viszonya volt Elizabeth-tel, akit éppen közös hasonlóságuk alapján választott ki. Madeleine szexet kínál Buckynak, ha nevét elhallgatja a sajtó elől. Bemutatja Buckyt a szüleinek, Emmet Linscott gazdag hollywoodi építési vállalkozónak és feleségének, Ramonának, aki elmebetegség jeleit mutatja.
Bobby DeWitt letölti büntetését és kiszabadul. Lee nyomozó egyre idegesebben viselkedik, durván bánik Kay-jal és Beckyvel is. Egy elfajult vita után Lee elrohan. Becky kiszedi Kayból, hogy Lee tippet kapott DeWitt újabb rablási tervéről, és elment, hogy megtalálja. Becky utánasiet, egy magas ház előcsarnokában megtalálja DeWittet. Ki akarja kérdezni, de az emeleten várakozó Lee agyonlövi a bankrablót. Mielőtt Becky felérne az emeletre, egy ismeretlen férfi zsineget vet Lee nyakába. Lee az életéért küzd, amikor a sötétből előlépő második ismeretlen alak késsel elvágja a torkát. Lee és a zsineges ember lezuhannak az emeletről, halálra zúzzák magukat.
Lee halála után Kay odaadja magát Buckynak. A lakásban Bucky megtalálja Lee elrejtett pénzét, melyet Lee a bankrabló DeWitt-től lopott el, ebből finanszírozta kettejük luxus életvitelét. A fiú tovább nyomoz. Elizabeth régi pornófilmes felvételein látható díszleteket kezdi vizsgálni. Rájön, hogy Emmet Linscott úgy gazdagodott meg, hogy régi filmes díszletekből épített eladó lakóházakat, bár ezek tűzveszélyesnek bizonyultak. Becky megtalálja az üres házat, melynek berendezését Elizabeth filmjében látta. A házhoz tartozó pajtában megtalálja a gyilkosság helyszínét, itt vér-, és hajnyomokat gyűjt.
A Linscott-házban Bucky kérdőre vonja Madeleine-t és szüleit. Ramona szinte vidáman elmondja, hogy Madeleine igazi apja nem a férje, Emmett Linscott, hanem annak jóbarátja, Georgie. A pornófilmeket nézve Georgie megkívánta Elizabethet. Emmett „megrendelte” barátjának a lányt, de Ramonát zavarta, hogy Georgie a saját leányához ennyire hasonló lánnyal szexel. Az asszony a randevú helyszínén megölte és feldarabolta Elizabeth-et. Vallomása után Ramona agyonlövi magát.
Bucky tovább nyomoz. Marthától, Madeleine húgától megtudja, hogy Lee nyomozó tudott Madeleine és Elizabeth viszonyáról, és zsarolta apjukat, Emmet Linscottot. Bucky felkutatja Madeleine-t, aki egy kis garniszállóban férfiakkal prostituálja magát. Madeleine szinte hivalkodva elmondja, hogy Georgie (a zsineges fojtogató) közreműködésével ő maga vágta el Lee nyomozó torkát, véget vetve a zsarolásnak. Felkínálja magát Buckynak, aki azonban agyonlövi partnere gyilkosát, majd beköltözik Kay-hoz, aki befogadja.

## Szereposztás
| Szerep                                    | Színész            | Magyar hangja (1. szinkron |
| ----------------------------------------- | ------------------ | -------------------------- |
| Dwight „Bucky” Bleichert nyomozó          | Josh Hartnett      | Balázs Zoltán              |
| Kay Lake                                  | Scarlett Johansson | Botos Éva                  |
| Leland „Lee” Blanchard nyomozó            | Aaron Eckhart      | Széles László              |
| Elizabeth Short, a „Fekete Dália”         | Mia Kirshner       | Gubás Gabi                 |
| Madeleine Linscott                        | Hilary Swank       | Pikali Gerda               |
| Ramona Linscott, Madeleine anyja          | Fiona Shaw         | Halász Aranka              |
| Emmett Linscott, Madeleine apja           | John Kavanagh      | Kertész Péter              |
| Martha Linscott, Madeleine húga           | Rachel Miner       | Törtei Tünde               |
| Russ Millard nyomozó                      | Mike Starr         | Koroknay Géza              |
| Ellis Loew helyettes kerületi ügyész      | Patrick Fischler   | Rajkai Zoltán              |
| Ted Green rendőrfőnök                     | Troy Evans         | Faragó András              |
| Dolph Bleichert, Bucky idős apja          | James Otis         | (n. a.)                    |
| Bobby DeWitt bankrabló                    | Richard Brake      | Katona Zoltán              |
| George „Georgie” Tilden, Ramona szeretője | William Finley     | (nem szólal meg)           |
| Lorna Mertz, prostituált                  | Jemima Rooper      | (n. a.)                    |
| Sheryl Saddon színésznő, prostituált      | Rose McGowan       | Mezei Kitty                |
| Filmrendező Elizabeth próbafelvételén     | Brian De Palma     | Harmath Imre               |
| Énekesnő a leszbikus bárban               | k.d. lang          | (eredeti nyelven)          |

## Valós háttér
A forgatókönyv alapját képző James Ellroy-regény egy valóságos bűncselekmény lehetséges hátterére és a nyomozás történetére támaszkodva közöl egy fiktív történetet. 1947. január 15-én Los Angelesben meggyilkolva találták a bostoni születésű Elizabeth Shortot. Az áldozatot halála előtt valószínűleg megkínozták, testét brutális módon derékban kettévágták, megcsonkították, összevagdalták. A Los Angeles-i rendőrkapitányság (LAPD) nagy erőkkel fogott a nyomozáshoz. Minden elővigyázatosság és korlátozás ellenére a sajtó szinte azonnal rácsapott a morbid ügyre, mely hatalmas médianyilvánosságot kapott. Az újságírók a fekete hajú áldozatra ráragasztották a „Fekete Dália” ragadványnevet, feltehetően George Marshall amerikai rendező 1946-ban megjelent új angol bűnügyi film noirja, „A Kék Dália” (The Blue Dahlia) analógiájára. A nyomozók száznál több gyanúsítottat hallgattak ki, de a nyomozás eredménytelenül zárolt.

## Díjak, elismerések
- Jelölés a legjobb operatőrnek járó Oscar-díjra (Zsigmond Vilmos)
- Elnyerte az Alliance of Women Film Journalists szakmai szövetség Hall of Shame-díját
- Jelölés az American Society of Cinematographers szakmai szövetség Outstanding Achievement in Cinematography in Theatrical Releases díjára (Zsigmond Vilmos)
- Elnyerte a Hollywood Film Awards Az éve operatőre (Cinematographer of the Year) díját (Zsigmond Vilmos)
- Elnyerte a Sindacato Nazionale Giornalisti Cinematografici Italiani (SNGCI) Ezüst Szalag díját a legjobb díszlettervezésért (Dante Ferretti)
- Jelölték a Velencei Filmfesztivál Arany Oroszlán díj-ára (Brian De Palma)
- A rendezőt, több főszereplőt és magát az egész alkotást is több kategóriában jelölték Stinkers Bad Movie Awards negatív díjaira.

## További információ
- Hivatalos oldal
- Fekete Dália a PORT.hu-n (magyarul)
- Fekete Dália az Internetes Szinkronadatbázisban (magyarul)
- Fekete Dália az Internet Movie Database-ben (angolul)
- Fekete Dália a Rotten Tomatoeson (angolul)
- Fekete Dália a Box Office Mojón (angolul)
- Le Dahlia noir (francia nyelven). AlloCiné.fr
- The Black Dahlia (német nyelven). Filmdienst.de
- The Black Dahlia (német nyelven). Filmportal.de
- Fekete Dália (magyar nyelven). TMDB (The MovieWeb Adatbázis)
- Fekete Dália (magyar nyelven). MAFAB.hu